# Quinka, with a Yawn
Quinka,with a Yawn（キンカ, ウィズアヨオン）は、日本のミュージシャンである青木美智子（旧姓：川上）によるソロユニット。
オリジナルアルバムのリリースのほか、CM音楽の作曲などでも活動している。また、D.H.Y（Dog’s Holiday of Yawn）名義でカバーアルバムもリリースしている。
夫は同じくミュージシャンの青木慶則。2008年には、夫の青木とHARQUA（ハルカ）を結成。

## 概要
ミッコ sky名義で、1995年に結成されたesrevnocのボーカルとして活動していたが、2001年に脱退。その後Quinka,with a Yawnとしてソロ活動をはじめ、2002年に初のミニアルバム『QY7』をリリース。
自身のオリジナル・アルバムのリリースのみならず、HARCOなど他のアーティストとのコラボレーションや、グリコ・パナップなどのCM音楽の作曲なども行っている。また2007年からは D.H.Y（Dog’s Holiday of Yawn）名義でカバーアルバムシリーズをリリース。シリーズ累計で10万枚を超える売り上げを記録している。
2008年12月には、青木との音楽ユニット、HARQUA（ハルカ）を結成、同年にアルバム『HARQUA』をリリースした。

## 作品
| 発売日         | タイトル           | 規格品番  | 備考                       |
| -------------- | ------------------ | --------- | -------------------------- |
| 2002年10月23日 | QY7                | COAR-17   | フリップエンタテインメント |
| 2003年12月10日 | 火曜日のボート     | 142-LDKCD | LD&K Records               |
| 2006年11月22日 | micro              | SFTL-1023 | SOFTLY!                    |
| 2008年1月12日  | Field Recordings   | SLMN-1007 | mona records               |
| 2009年6月24日  | 【su】             | ONPQ-1001 | Softly!                    |
| 2010年9月15日  | Afternoon Bossa    | ONPQ-1003 | Softly!                    |
| 2011年7月6日   | こどもれこーど1    | ONPQ-1004 | SREVOC                     |
| 2011年7月6日   | こどもれこーど2    | ONPQ-1005 | SREVOC                     |
| 2013年4月17日  | さよならトリステス | ONPQ-1009 | SREVOC                     |

### D.H.Y名義
すべてカバーアルバム
| 発売日        | タイトル     | 規格品番  | 備考    |
| ------------- | ------------ | --------- | ------- |
| 2007年4月18日 | LOVES        | SFTL-1024 | SOFTLY! |
| 2007年8月15日 | LOVERS       | SFTL-1026 | SOFTLY! |
| 2008年2月20日 | LOVES deluxe | SRVC-1001 | SREVOC  |
| 2008年4月23日 | LOVELY       | SRVC-1004 | SREVOC  |
| 2009年6月24日 | LOVED        | SRVC-1014 | SREVOC  |
| 2010年3月3日  | Re:Best      | SRVC-1016 | SREVOC  |

### HARQUA名義
| 発売日        | タイトル | 規格品番  | 備考       |
| ------------- | -------- | --------- | ---------- |
| 2008年12月3日 | HARQUA   | PSCR-6220 | ポリスター |

### コンピレーションアルバム参加
- 喫茶ロック now その2（2002年9月19日、フレイヴァー） - M.11「花びら・読み捨て」
- OUR REBEL SONGS ―素晴らしきコアレコードの世界―（2003年、Coa records） - M.13「メトロパスポート」
- Do you like pop music like a "he,she & I"?（2006年10月23日、Coa Records） - M.8「YESTERDAY ONCE MORE」
- Sunshine Days of 70's tribute album"サニーロック!"（2007年11月21日、SUNNY ROCK） - M.1「Pink Shadow／河原崎亙（ポメラニアンズ）&Quinka,with a yawn」
- Coa Records Anthology（2008年11月12日、Coa Records） - M.10「ナポリ」
- モナレコードのおいしいおんがく（2008年、MONA RECORD） - M.13「おやすみよいよ」
- MONA RECORDS BEST ALBUM ―MUSIC FROM THE WOODEN FLOOR―（2009年、MONA RECORDS） - M.14「春の風」
- オリジナル・サウンドトラック "リトル京太の冒険" +2（2018年4月25日、HARCOLATE LABEL） - M.18「京太のおつかいのテーマ (京太のおつかい)」

## ラジオ番組
現在
2013年4月現在。
- Quinka,with a Yawnのオトノートン[2]（K-mix、2013年4月4日-・木曜21:00-21:50）

過去
- キンカ, ウィズ ア ヨォンのカバみみ[3]（K-MIX、2010年4月2日-2012年3月30日・金曜19:00-19:30、2012年4月5日-2013年3月28日・木曜19:00-19:30）